# Панков, Владимир Иванович (гребец)
Владимир Иванович Панков (род. 18 февраля 1950, Барнаул) — советский гребец, многократный призёр чемпионатов СССР (1970—1972), призёр чемпионата мира (1971) по гребле на каноэ. Мастер спорта СССР международного класса (1971).

## Биография
Родился 18 февраля 1950 года в Барнауле. В 1962 году вместе с семьёй переехал в Душанбе, где в возрасте 16 лет начал заниматься греблей на байдарках у Георгия Субачева. В 1967 году в качестве своей специализации выбрал греблю на каноэ и продолжил тренироваться под руководством Ибрагима Хасанова.
Наиболее значимых результатов добивался, выступая в классе двоек с Михаилом Лобановым. В 1970—1972 годах они 5 раз становились призёрами чемпионатов СССР на различных дистанциях, в 1971 году завоевали серебряные медали чемпионата мира в Белграде в спринте на 500 метров. В 1972 году на чемпионате СССР, где определялся состав сборной страны на Олимпийских играх в Мюнхене, они лидировали в ходе гонки на 1000 метров, но оказавшаяся на пути их лодки притопленная доска не позволила им удержать преимущество и отобраться на Олимпиаду. 
В 1973 году окончил Таджикский институт физической культуры имени М. И. Калинина. В 1975 году завершил свою спортивную карьеру. В 1975—1979 годах занимался тренерской деятельностью в Душанбе. В 1992 году вернулся в Барнаул, где стал работать в сфере строительства. С 2014 года оказывает консультативную помощь в СШОР по гребле на байдарках и каноэ имени Константина Костенко. 